# K4 (spoorwegrijtuig)
K4 was de benaming voor een serie van 84 rijtuigen van de Belgische spoorwegen. De rijtuigen werden in 1994 voor circa 451 miljoen BEF gekocht van de Franse nationale spoorwegmaatschappij SNCF om gebruikt te worden in spitsuurtreinen in België. In Frankrijk was een overschot aan rijtuigen ontstaan door de ingebruikstelling van de LGV Nord en de bijbehorende afschaffing van klassieke expresstreinen. In België was een tijdelijk tekort aan materieel. Enerzijds door de afvoer van de laatste K3-rijtuigen en MS54/MS55 en anderzijds door een vertraagde levering van de 163 rijtuigen I11 en MS96.
Tussen 2000 en 2002 werden rijtuigen van deze serie ingezet in Intercitytreinen van de Nederlandse Spoorwegen.

## Technische specificaties
De K4-rijtuigen waren onder te verdelen in drie series:
- 14 × K4 A serie 50 88 18 38 401-414, bouwjaar 1967; eersteklasrijtuigen met 54 zitplaatsen. Deze rijtuigen waren oorspronkelijk Franse rijtuigen van het type USI, gebouwd in de periode tussen 1960 en 1971 en uit een serie van 194 rijtuigen eersteklasrijtuigen.
- 55 × K4 B serie 50 88 20 38 401-455, bouwjaar 1969; tweedeklasrijtuigen met 80 zitplaatsen. Deze rijtuigen waren oorspronkelijk Franse rijtuigen van het type USI, gebouwd in de periode tussen 1960 en 1971 en uit een serie van 609 tweedeklasrijtuigen.
- 15 × K4 BD serie 50 88 82 38 401-415, bouwjaar 1969; tweedeklasrijtuigen met bagageafdeling met 72 zitplaatsen. Deze rijtuigen waren oorspronkelijk Franse rijtuigen van het type Y, gebouwd in de periode tussen 1963 en 1976 en uit een serie van 118 tweedeklasrijtuigen met een bagageafdeling.

De rijtuigen werden voor overdracht aan België gereviseerd in de SNCF-werkplaats van Saintes. De rijtuigen werden voorzien van de NMBS-IC-kleuren. De remmen werden aangepast en er werd een automatische deursluiting aangebracht. In het intern werden de zittingen voorzien van kunstleer in de 2e klas en een andere stof in de 1e klas. 

## Inzet in België
De eerste rijtuigen werden ingezet vanaf de zomerdienstregeling van 29 mei 1995 in piekuurtreinen op lijn 124 tussen Charleroi en Brussel. De eerste omloop bestond uit trein P3733 tussen Châtelet en Etterbeek (terug 4710). De tweede omloop bestond uit treinen 3726/4716 tussen Châtelet en Schaarbeek. In juli vond vervolgens inzet plaats van de derde omloop in treinen 3013/3009/4917 tussen Gent, Oostende, Schaarbeek, Brussel, Zottegem en Gent. In 1996 waren vervolgens alle rijtuigen geleverd en vond inzet plaats in 8 verschillende omlopen.
Vanaf januari 1999 werd het aantal omlopen teruggebracht van 8 naar 5. Een groot deel van de rijtuigen I11 en MS96 was immers afgeleverd. Dit gaf ruimte om de rijtuigen te verhuren aan de Nederlandse Spoorwegen. Uiteindelijk werden in België de laatste K4-rijtuigen ingezet op 30 mei 1999, waarna alle rijtuigen verhuurd werden aan NS.

## Inzet in Nederland
Tussen 2000 en 2002 werden K4-rijtuigen ingezet op de Intercity-verbinding tussen Den Haag en Venlo (treinserie 1900) en Den Haag en Heerlen (treinserie 2500) omdat er bij de Nederlandse Spoorwegen een groot materieeltekort was.  In 2002 eindigde een groot deel van de inzet en keerde met uitzondering van 27 rijtuigen de K4 terug naar België. De laatste rijtuigen kwamen in maart 2003 terug in België.

## Herinzet in België
Na terugkeer uit Nederland werden de rijtuigen opnieuw ingezet om de laatste M2-rijtuigen te vervangen. Inzet vond plaats vanaf oktober 2002 in diverse piekuurtreinen tussen Schaarbeek en Doornik/Dendermonde/Aarlen. In december 2003 reden uiteindelijk weer 6 omlopen. Inzet vond plaats samen met een gemoderniseerd M4-rijtuig. Indien het deursluitbevel vanuit dit rijtuig werd gegeven, ontstond er geen probleem met zwakke accu's, omdat dit rijtuig vanuit de locomotief werd gevoederd.

## Afvoer
In 2006 werden de laatste K4-rijtuigen in België vervangen door nieuwe dubbeldeksrijtuigenserie M6. Voor piekuurtreinen werd al vaker gebruikgemaakt van M4-rijtuigen. Een aantal K4-rijtuigen is via Italië verkocht aan Senegal. Andere zijn bij schrootwerf Steil in de haven van Trier gesloopt (de laatste 20 exemplaren zijn op 6 juli 2007 overgebracht van Schaarbeek naar Stockem, en van daaruit op 11 juli verder naar Luxemburg en Trier voor het slopen). 